# Tuszratta
Tuszratta (przypuszczalnie z sanskr. tvis-ratha „on, który posiada rydwan budzący lęk”) – władca huryckiej Mitanni panujący u schyłku rządów faraona Amenhotepa III i w czasie rządów jego syna Echnatona – prawdopodobnie 1380 p.n.e. – 1350 p.n.e. Był on synem Szuttarny II, a jego siostra Giluhepa i córka Taduhepa były żonami faraona Amenhotepa III. Taduhepa została później żoną Echnatona, który przejął po ojcu królewski harem.

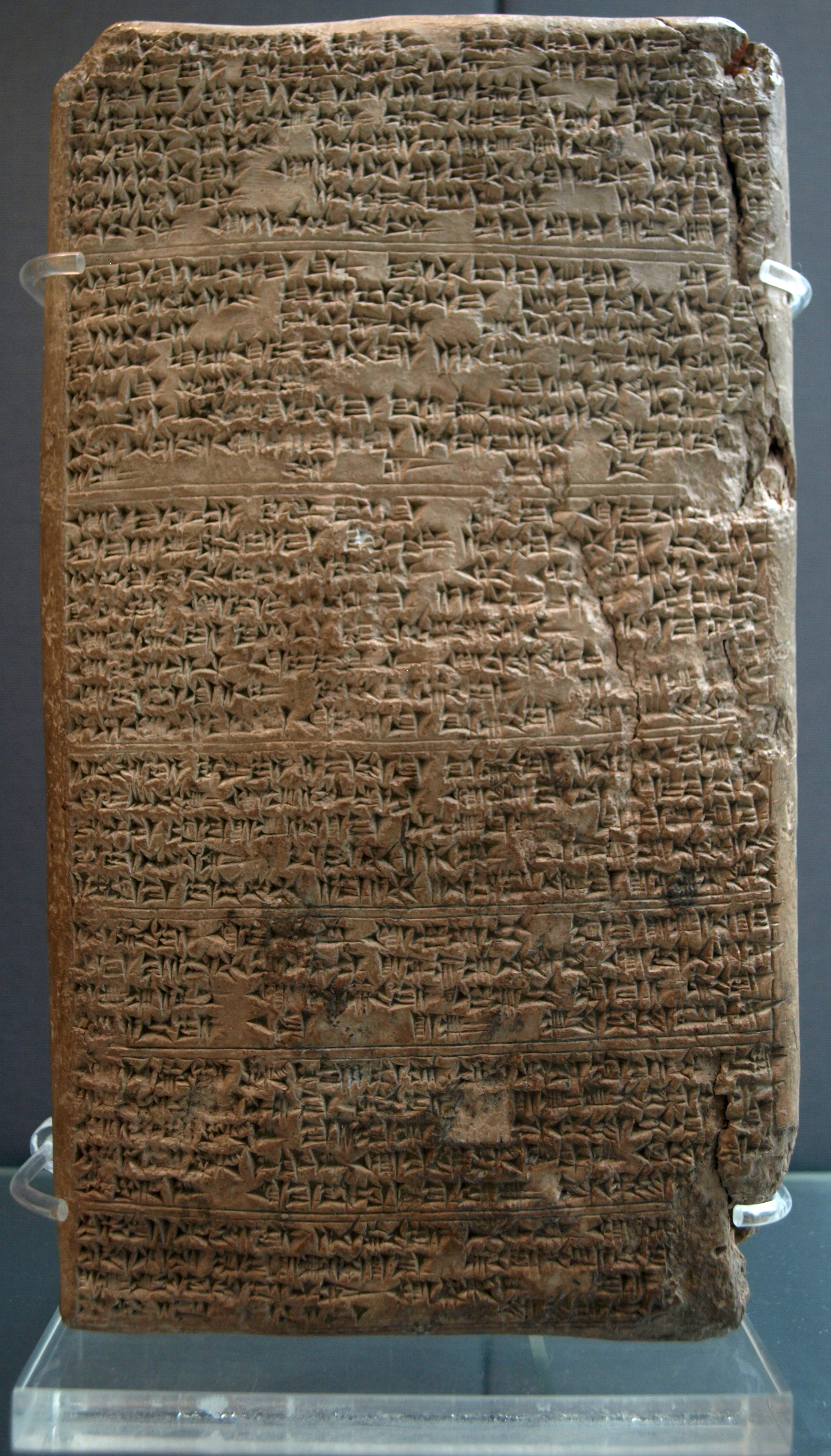
Tabliczka z tekstem w piśmie klinowym będącym listem króla mitannijskiego Tuszratty do faraona egipskiego Amenhotepa III z propozycją małżeństwa pomiędzy faraonem a córką Tuszratty Taduhepą; jeden z listów z Amarna; ok. 1350 p.n.e.; zbiory British Museum (WAA 29791).

Tuszratta objął tron wkrótce po śmierci swojego zamordowanego brata Artaszumary. Prawdopodobnie był wtedy jeszcze bardzo młody i chociaż odgrywał tylko rolę symbolicznego przywódcy, jednak postanowił rozprawić się z mordercą brata.
Na początku jego rządów król Hetytów, Suppiluliuma I, ponownie podbił królestwo Kizzuwatna, następnie najechał zachodnią część doliny Eufratu oraz podbił Amorytów i terytorium Nuhaszsze w Hanigalbacie. Z dokumentu traktatowego Szattiwaza-Suppiluliuma wynika, że Suppiluliuma zawarł traktat z Artatamą II, rywalem Tuszratty. Nic nie wiadomo na temat wcześniejszych losów Artatamy II, ani jego związków, o ile takie w ogóle istnieją, z rodziną królewską. Dokument nazywa go królem Hurytów, podczas gdy Tuszratta zyskał tytuł „króla Mitanni”. Suppipuliuma zaczął plądrować tereny na zachodnim brzegu Eufratu i zajął Góry Libanu. Tuszratta zagroził, że dokona najazdu na ziemie za Eufratem, jeśliby choć jedno jagnię lub dziecko zostało porwane.
Suppiluliuma następnie szczegółowo relacjonuje (ww. dokument traktatowy?), jak w czasach jego dziadka tereny na górnym Eufratem, zwane Isuwa, dokonały secesji. Próby podbicia tych ziem nie powiodły się. W czasach jego ojca mieszkańcy innych miast również zbuntowali się. Suppiluliuma chciał ich pokonać, ale ci którzy przeżyli, uciekli na terytorium Isuwy, która była
częścią królestwa Tuszratty. Żądanie wydania uciekinierów było przedmiotem wielu traktatów zawartych w tych czasach, toteż ukrywanie uciekinierów przez Isuwę było prawdopodobnie pretekstem do najazdu Hetytów. Armia hetycka przekroczyła granicę, zajęła Isuwę i przywróciła uciekinierów (lub dezerterów) pod prawo hetyckie.
Armia hetycka przemaszerowała następnie przez różne regiony Mitanni, kierując się w stronę stolicy, Waszuganni. Suppiluliuma pragnął splądrować region i zabrać łupy, jeńców, bydło, owce i konie z powrotem do Hatti. Pragnął on również, ażeby Tuszratta uciekł, jednak nie udało mu się zdobyć huryckiej stolicy. Pomimo że kampania osłabiła królestwo Tuszratty, jednak on wciąż pozostał na tronie.
W trakcie drugiej kampanii Hetyci ponownie przekroczyli Eufrat i opanowali Halab, Mukisz, Niya, Arahati, Apina i Quatna, jak również i kilka innych miast, których nazwy się nie zachowały. Wśród zdobyczy wojennych z Arahati wymienia się powożących rydwanami, którzy zostali zabrani do Hatti wraz z całym swoim dobytkiem. Ponieważ powszechną ówcześnie praktyką było wcielanie do własnej armii żołnierzy wroga, fakt ten mógł wskazywać na potrzebę przeciwdziałania najsilniejszej broni Mitanni, tj. rydwanom wojennym, poprzez zbudowanie lub wzmocnienie własnych zasobów rydwanów.
Tuszratta prawdopodobnie podejrzewał zamiary Hetytów w stosunku do jego królestwa, ponieważ Listy z Amarna zawierają kilka tabliczek opisujących Tuszrattę zabiegającego o małżeństwo swej córki, Taduhepy, z faraonem Echnatonem, ewidentnie w celu wzmocnienia sojuszu z królestwem Egiptu. Jednak kiedy Suppiluliuma najechał królestwo Tuszratty, Egipcjanie nie zdążyli na czas z pomocą – prawdopodobnie z powodu nagłej śmierci Echnatona i wynikłych w związku z tym walk o obsadzenie tronu w Egipcie.
Na podstawie traktatu zawartego później między Suppiluliumą a bratem Tuszratty, Szattiwazą wiadomo, że trzeci niszczycielski najazd Hetytów doprowadził do zniszczenia Karkemisz. Tuszratta został zamordowany w spisku przez grupę, której przewodził jeden z jego synów. Po jego śmierci wybuchła w kraju wojna domowa, która dobiegła końca, dopiero gdy Suppiluliuma I umieścił na tronie mitannijskim Szattiwazę.